# Tjust IF
Tjust IF är en idrottsförening från Gamleby i Västerviks kommun i Småland/Kalmar län, bildad 2007 genom sammanslagning av anrika Gamleby IF, Loftahammars IF och AG 90 (i sin tur en sammanslagning 1990 av Gunnebo IF och Ankarsrums IS). Föreningen är sedan 2009 en alliansförening bestående av en bandyförening (Tjust IF BF) och en fotbollsförening (Tjust IF FF).

## Se vidare
- Gamleby IF (föregångare)
- Gunnebo IF (föregångare)
- Tjust IF BF (bandysektion)
- Tjust IF FF (fotbollssektion)